# (13519) 1990 VM3
(13519) 1990 VM3 là một tiểu hành tinh vành đai chính. Nó được phát hiện bởi Atsushi Sugie ở Dynic Astronomical Observatory Nhật Bản, ngày 15 tháng 11 năm 1990.